# J.J.A. Mooij
Jan Johann Albinn (Hans) Mooij (Gramsbergen, 18 februari 1929 - 28 november 2019) was een Nederlands hoogleraar Algemene Literatuurwetenschap aan de Rijksuniversiteit Groningen, auteur en dichter.

## Levensloop
Na de Hogere Burgerschool begon hij in 1946 aan de studie wiskunde en natuurkunde aan de Universiteit Utrecht. Zeven jaar later, in 1953, studeerde hij af. Hierna begon hij zijn promotieonderzoek in de wijsbegeerte aan de Universiteit van Amsterdam. Hij promoveerde hier in 1966 op een proefschrift over de filosofie en wiskunde van Henri Poincaré.
Eind jaren 1950 begon Mooij als leraar wiskunde. In 1961 begon hij zijn academische loopbaan aan de Universiteit van Amsterdam als wetenschappelijk medewerker in de wetenschapsfilosofie. In 1970 vertrok hij naar de Rijksuniversiteit Groningen, waar hij begon als hoogleraar analytische filosofie. In 1976 volgde de aanstelling als hoogleraar algemene literatuurwetenschap en filosofie van de literatuurwetenschap. Vijftien jaar later, in 1991, ging hij met pensioen. 
Naast zijn universitair werk schreef Mooij poëzie en teksten. Ook werkte hij mee aan literaire tijdschriften als De Gids, Forum der Letteren, Hollands Maandblad, en het Tijdschrift voor taalkunde en letterkunde. Een deel van zijn werk publiceerde hij onder het pseudoniem Eduard Ternoo. Een van zijn bekendere werken was het boekwerk De wereld der waarden : essays over cultuur en samenleving uit 1987, een bundeling van verhalen die deels waren verschenen in het Hollands Maandblad.

## Publicaties, een selectie
- J.J.A. Mooij. La philosophie des mathématiques de Henri Poincaré. Paris : Gauthier-Villars, 1966.
- J.J.A. Mooij. De wereld der waarden : essays over cultuur en samenleving. Amsterdam : Meulenhoff, 1987.
- J.J.A. Mooij. Fictional Realities: The Uses of Literary Imagination. 1993.
- J.J.A. Mooij. Time and Mind: The History of a Philosophical Problem. 2005.